# Нерва (Уельва)
Нерва (ісп. Nerva) — муніципалітет в Іспанії, у складі автономної спільноти Андалусія, у провінції Уельва. Населення — 5945 осіб (2010).
Муніципалітет розташований на відстані близько 390 км на південний захід від Мадрида, 60 км на північний схід від Уельви.

## Демографія
Динаміка населення (INE ):